# Eutelia adoratrix
Eutelia adoratrix är en fjärilsart som beskrevs av Otto Staudinger 1892. Eutelia adoratrix ingår i släktet Eutelia och familjen nattflyn. Inga underarter finns listade i Catalogue of Life.